# حسن محمد باجودة
حسن محمد باجودة (24 يوليو 1941/ 1 رجب 1360) عالم أدبي وأكاديمي ديني سعودي. ولد في الطائف ونشأ بها ودرس الابتدائية والمتوسطة والثانوية في مكة. حصل على بكالوريوس اللغة العربية من كلية آداب بجامعة القاهرة عام 1962 ثم حصل على الدكتوراة من جامعة لندن سنة 1968. عمل عميدًا في كلية اللغة العربية بجامعة أم القرى لسنوات عديدة وتدرج في مهنته الأكاديمية حتى رقي استاذاً مساعداً ثم استاذاً للدراسات القرآنية البيانية في الجامعة نفسها منذ 1979. اهتم بالدراسات الأدبية عن القرآن، وله مؤلفات وأبحاث ومحاضرات كثيرة، ونظم الشعر. بجانب قائمة طويلة من آثاره، قد اشتهر بتأليفه تفسيرًا بسيطًا في ثلاثين أجزاء، وعمل أيضًا على السيرة النبوية القرآنية.

## سيرته

### سنواته الأولى
ولد حسن بن محمد بن أحمد باجودة يوم 1 رجب 1360/ 24 يوليو 1941 في الطائف ونشأ بها. درس الابتدائية والمتوسطة والثانوية في مكة، ثم حصل على بكالوريوس اللغة العربيّة من كلية آداب بجامعة القاهرة عام 1962. وبعد تخرجه من جامعة القاهرة، عيّن معيدًا للغة العربية في كلية التّربية بمكة لمدة عامين. ثم ابتُعث إلى جامعة لندن فحصل على الدكتوراه سنة 1968. وهو يعد أول طالب سعودي عاد حاملاً للدكتوراه من مبعوثي كليتي الشريعة والتّربية. ومدة بعثته زهاء ثلاث سنوات ونصف، أتم فيها دراسة الإنجليزية، ونظم ديوان شعر، وحفظ القرآن، وكان يتعاون مع إمامي المركز الإسلامي بلندن في إمامة المصلّين في شهر رمضان.

### مهنته الأكاديمية
عيِن مدرّسًا ورئيساً لقسم اللغة العربية بكلية الشريعة والدراسات الإسلامية بجامعة أم القرى سنة 1968، ثم عين وكيلًا لكلية الشريعة 1974 إضافةً إلى رئاسة القسم الدّراسات العليا العربية من 1973 حتى 1990. وفي أثناء رئاسته قام بالتدريس أستاذا زائراً بقسم الدراسات السامية بجامعة سيدني بأستراليا سنة 1976 وسنتي التفرّغ العلمي. فساعد على إنشاء قسم الدراسات العليا العربية بها ودرّس فصلاً دراسياً في جامعة القائد الأعظم في إسلام أباد. ثم رجع إلى بلاده وعمل أستاذًا مشاركًا منذ 1974 ثم أستاذًا منذ 1979. وهو أوّل سعودي ينال درجة الأستاذية من جامعة الملك عبد العزيز. ثم عيّن عميدًا لكلّية اللغة العربية لفترتين متتابعتين، ولمدة سنتين من يناير 1999. ثم أستاذًا للدّراسات القرآنية البيانية بجامعة أم القرى.

### مهامه الإدارية
كان رئيس لجنة تحكيم مسابقة الملك عبد العزيز الدولية لحفظ القرآن الكريم من عام 1981 إلى 2005، ووكيل الملك فهد بن عبد العزيز على أوقاف الشريف محمد أبي نمي الثاني والكركي من 1986 حتى 2008.
وهو عضو لجنة ترجمة معاني القرآن إلى الإنجليزية برابطة العالم الإسلامي، وعضو الجمعية الخيرية لتحفيظ القرآن الكريم بمكة، والأمين العام لها، وعضو المجلس العلميّ لجامعتي الملك عبدالعزيز وأمّ القرى. وعمل أيضًا عضواً في المجلس الأعلى للمساجد في رابطة العالم الإسلامي لعشر سنوات. وترأس لجنة تحكيم مسابقة الأمير سلطان بن عبد العزيز آل سعود لحفظ القرآن الكريم والسنة النبوية لدورتين متتابعتين عام 2007و 2008. وعمل مرّة واحدةً حَكَماً لجائزة الملك فيصل العالمية.

### أعماله الخيرية
أوقف عمارةُ سكنية في حي الرصيفة بمكة سنة 1987، وهي مقرّ كل من الجمعيّة الخيرية لتحفيظ القرآن الكريم، ومعهد الدراسات القرآنية للبنات (معهد باجودة)، وأنشأ «قاعة فاطمة الزّهراء» في مخطط غرب الإسكان بمكّة، وهي قاعة ملحقة بمعهد الدراسات القرآنية للبنات.

### نشاطات أخرى
دخل حسن محمد باجودة الإعلام، وقدم برنامجه التلفازي «مدرسة القرآن»، استمر تسع سنوات ونصف، سجّل فيه قرابة ستمائة حلقة. وسجل للتلفاز السعودي القناة الثقافيّة ثلاثين حلقة بعنوان «القرآن في رمضان»، كما سجّل لإذاعة نداء الإسلام ثلاثين حلقة بعنوان «السّيرة (النّبوية) عطرٌ وشعر». وهو من الأعضاء الهيئة التأسيسية لنادي مكة الثقافي.

## تكريمه وجوائزه
- 14 ديسمبر 2009: كرمه مؤتمر الأدباء السعوديين الثالث في الرياض.
- 7 نوفمبر 2010: كرّمه نادي مكة الثقافي.
- 8 مارس 2011: كرمه إثنينية عبد المقصود خوجة، جدة.[8][9]

## آثاره
له مؤلفات ومحاضرات وأبحاث ودراسات كثيرة، من أهمها:
- «ديوان أبي قيس صيفي بن الأسلت الأوسي الجاهلي : دراسة، جمع، تحقيق»، 1971
- «ديوان عبد الله بن رواحة الأنصاري الخزرجي : شاعر الرسول صلى الله عليه و سلم»، 1972
- «الوحدة الموضوعية في سورة يوسف عليه السّلام»، 1974
- «تأمّلات في كتاب الله تعالى»، مجموعة تشمل سور آل عمران والأحزاب والإسراء والأعراف والأنعام والأنفال والبقرة والحاقَّة والرّعد والعاديات والفاتحة والفرقان والمائدة ومحمّد ومريم والنّازعات والنّساء ويس، نشرت في سنوات عديدة منذ 1977 حتى 1998
- «ديوان أحيحة بن الجلاح الأوسي الجاهلي»، 1979
- «نهوض القرآن الكريم بخصائص اللغة العربية التعبيرية»، 1980
- «التفسير البسيط للقرآن الكريم»، 1984
- «أجوبة على أسئلة»، 1991
- «التفسير البسيط للقرآن الكريم»، في ثلاثين أجزاء، نشرت في سنوات عديدة من 1983 حتى 1995
- «تسخير العلم و العمل لمجد الإسلام»، 1993
- «الأسرة المسلمة في ضوء القرآن»، 1994
- «رد شبهات القس سويقارت في مناظرته الشيخ أحمد ديدات»، 1994
- «تعريفات»، 2001

## وصلات خارجية
- «موقع الأستاذ الدكتور / حسن باجودة»